# Cadis Club de Futbol
El Cadis Club de Futbol (castellà: Cádiz Club de Fútbol) és un club de futbol de la ciutat de Cadis, a Andalusia. Actualment juga a la Segona Divisió.

## Història
El club té els seus orígens en el Cádiz Sport Club i el Cádiz Balonpié, ambdós del 1910. El 1911 es funda l'Español FC i el 1916 el CD Mirandilla. El 1934 es fusionen i el 1936 s'adopta el nom de Cadis CF i els colors actuals. L'any 1943 es va fusionar amb l'Hércules i s'anomenà breument Hércules Cadis CF.

## Estadi
L' Estadi Nuevo Mirandilla és l'estadi on juga els partits com a local el Cadis CF. El 3 de setembre de 1955 s'inaugurà l'estadi amb un torneig inaugural anomenat Trofeo Inaugural, entre el Cadis Club de Fútbol i el FC Barcelona. L'estadi té una capacitat de 25.033 espectadors i les seves dimensions són de 105 x 66 m. Els seients són de color groc i blau en honor dels colors del club i posseeix gespa natural.

## Dades del club
- Temporades a Primera Divisió: 16
- Temporades a Segona Divisió A: 41
- Temporades a Segona Divisió B: 16
- Temporades a Tercera Divisió: 12
- Millor posició a la lliga: 12è (Primera Divisió, temporades 1987-1988 i 2020-2021)
- Pitjor posició en categoria nacional: 10è (Tercera Divisió, temporada 1943-44)

## Palmarès
- 1 Campionat de Segona Divisió (Temporada 2004-05)
- 2 Campionats de Segona Divisió B (Temporades 2000-01 i 2008-09)
- 2 Campionats de Tercera Divisió (Temporades 1954-55 i 1969-70)

## Jugadors

### Plantilla 2025-26
A 15 agost 2025
| N. | Pos. | Nac. | Jugador                 |
| -- | ---- | --- | ----------------------- |
| 1  | POR  | [[Fitxer:Flag of Spain.svg\|23x15px\|border \|alt=Espanya\|link=Selecció de futbol d'Espanya\|{{#if:\|]]                                       | David Gil (2n capità)   |
| 2  | DEF  | [[Fitxer:Flag of Spain.svg\|23x15px\|border \|alt=Espanya\|link=Selecció de futbol d'Espanya\|{{#if:\|]]                                       | Jorge Moreno            |
| 3  | DEF  | [[Fitxer:Flag of the Valencian Community (2x3).svg\|23x15px\|border \|alt=País Valencià\|link=Selecció de futbol del País Valencià\|{{#if:\|]] | Fali (3r capità)        |
| 4  | MIG  | [[Fitxer:Flag of Catalonia.svg\|23x15px\|border \|alt=Catalunya\|link=Selecció de futbol de Catalunya\|{{#if:\|]]                              | Rubén Alcaraz           |
| 5  | MIG  | [[Fitxer:Flag of Mali.svg\|23x15px\|border \|alt=Mali\|link=Selecció de futbol de Mali\|{{#if:\|]]                                             | Moussa Diakité          |
| 6  | DEF  | [[Fitxer:Flag of Spain.svg\|23x15px\|border \|alt=Espanya\|link=Selecció de futbol d'Espanya\|{{#if:\|]]                                       | Iker Recio              |
| 7  | DAV  | [[Fitxer:Flag of Spain.svg\|23x15px\|border \|alt=Espanya\|link=Selecció de futbol d'Espanya\|{{#if:\|]]                                       | Rubén Sobrino           |
| 8  | MIG  | [[Fitxer:Flag of Spain.svg\|23x15px\|border \|alt=Espanya\|link=Selecció de futbol d'Espanya\|{{#if:\|]]                                       | Álex Fernández (capità) |
| 9  | DAV  | [[Fitxer:Flag of the Valencian Community (2x3).svg\|23x15px\|border \|alt=País Valencià\|link=Selecció de futbol del País Valencià\|{{#if:\|]] | Roger Martí             |
| 10 | DAV  | [[Fitxer:Flag of Uruguay.svg\|23x15px\|border \|alt=Uruguai\|link=Selecció de futbol de l'Uruguai\|{{#if:\|]]                                  | Brian Ocampo            |
| 11 | DAV  | [[Fitxer:Flag of Spain.svg\|23x15px\|border \|alt=Espanya\|link=Selecció de futbol d'Espanya\|{{#if:\|]]                                       | Suso                    |
| 12 | DAV  | [[Fitxer:Flag of Ghana.svg\|23x15px\|border \|alt=Ghana\|link=Selecció de futbol de Ghana\|{{#if:\|]]                                          | Isaac Obeng             |
| 13 | POR  | [[Fitxer:Flag of Brazil.svg\|23x15px\|border \|alt=Brasil\|link=Selecció de futbol del Brasil\|{{#if:\|]]                                      | Victor Aznar            |

| N. | Pos. | Nac. | Jugador                             |
| -- | ---- | --- | ----------------------------------- |
| 14 | DEF  | [[Fitxer:Flag of Serbia.svg\|23x15px\|border \|alt=Sèrbia\|link=Selecció de futbol de Sèrbia\|{{#if:\|]]                                       | Bojan Kovačević                     |
| 15 | MIG  | [[Fitxer:Flag of the Valencian Community (2x3).svg\|23x15px\|border \|alt=País Valencià\|link=Selecció de futbol del País Valencià\|{{#if:\|]] | Sergio Ortuño                       |
| 17 | MIG  | [[Fitxer:Flag of Argentina.svg\|23x15px\|border \|alt=Argentina\|link=Selecció de futbol de l'Argentina\|{{#if:\|]]                            | Gonzalo Escalante                   |
| 18 | MIG  | [[Fitxer:Flag of Mali.svg\|23x15px\|border \|alt=Mali\|link=Selecció de futbol de Mali\|{{#if:\|]]                                             | Yussi Diarra                        |
| 19 | MIG  | [[Fitxer:Flag of Spain.svg\|23x15px\|border \|alt=Espanya\|link=Selecció de futbol d'Espanya\|{{#if:\|]]                                       | José Antonio de la Rosa             |
| 20 | DEF  | [[Fitxer:Flag of Spain.svg\|23x15px\|border \|alt=Espanya\|link=Selecció de futbol d'Espanya\|{{#if:\|]]                                       | Iza Carcelén (4t capità)            |
| 21 | DEF  | [[Fitxer:Flag of Spain.svg\|23x15px\|border \|alt=Espanya\|link=Selecció de futbol d'Espanya\|{{#if:\|]]                                       | Mario Climent                       |
| 22 | DAV  | [[Fitxer:Flag of Spain.svg\|23x15px\|border \|alt=Espanya\|link=Selecció de futbol d'Espanya\|{{#if:\|]]                                       | Javi Ontiveros                      |
| 23 | DAV  | [[Fitxer:Flag of Spain.svg\|23x15px\|border \|alt=Espanya\|link=Selecció de futbol d'Espanya\|{{#if:\|]]                                       | Álvaro García Pascual               |
| 24 | MIG  | [[Fitxer:Flag of Spain.svg\|23x15px\|border \|alt=Espanya\|link=Selecció de futbol d'Espanya\|{{#if:\|]]                                       | Joaquín González                    |
| 30 | MIG  | [[Fitxer:Flag of Spain.svg\|23x15px\|border \|alt=Espanya\|link=Selecció de futbol d'Espanya\|{{#if:\|]]                                       | David García                        |
| —  | DEF  | [[Fitxer:Flag of Ecuador.svg\|23x15px\|border \|alt=Equador\|link=Selecció de futbol de l'Equador\|{{#if:\|]]                                  | Alfred Caicedo (cedit pel KRC Genk) |
| —  | DAV  | [[Fitxer:Flag of Zambia.svg\|23x15px\|border \|alt=Zàmbia\|link=Selecció de futbol de Zàmbia\|{{#if:\|]]                                       | Francisco Mwepu                     |

### Cedits a altres equips
| N. | Pos. | Nac. | Jugador                                                           |
| -- | ---- | --- | ----------------------------------------------------------------- |
| —  | DEF  | [[Fitxer:Flag of Spain.svg\|23x15px\|border \|alt=Espanya\|link=Selecció de futbol d'Espanya\|{{#if:\|]] | Víctor Chust (a l'Elx CF fins al 30 de juny de 2026)              |
| —  | MIG  | [[Fitxer:Flag of Mali.svg\|23x15px\|border \|alt=Mali\|link=Selecció de futbol de Mali\|{{#if:\|]]       | Rominigue Kouamé (al Chicago Fire fins al 31 de desembre de 2025) |

| N. | Pos. | Nac. | Jugador                                                         |
| -- | ---- | --- | --------------------------------------------------------------- |
| —  | DAV  | [[Fitxer:Flag of Spain.svg\|23x15px\|border \|alt=Espanya\|link=Selecció de futbol d'Espanya\|{{#if:\|]] | Borja Vázquez (a la SD Ponferradina fins al 30 de juny de 2026) |
| —  | DAV  | [[Fitxer:Flag of Spain.svg\|23x15px\|border \|alt=Espanya\|link=Selecció de futbol d'Espanya\|{{#if:\|]] | Chris Ramos (al Botafogo fins al 30 de juny de 2026)            |

### Staff tècnic
| Posició               | Personal                                                                            |
| --------------------- | ----------------------------------------------------------------------------------- |
| Entrenador            | Gaizka Garitano                                                                     |
| Segon entrenador      | Patxi Ferreira                                                                      |
| Preparador físic      | Julio Hernando José Sánchez                                                         |
| Entrenador de porters | José Manuel Santisteban                                                             |
| Delegat               | Salvador Chirino                                                                    |
| Utiller               | Coque López                                                                         |
| Analista              | Pablo Rey                                                                           |
| Head of kit man       | Juanito Marchante                                                                   |
| Metge                 | Antonio Fernández Cubero Antonio Luis Pérez                                         |
| Fisioterapeuta        | Joaquín Acedo Manuel García Rubén Pedregosa Pablo Fernández Álvaro Sánchez-Ferragut |
| Rehabilitació         | Txema Moreno José María Azores                                                      |
| Nutricionista         | José Villegas                                                                       |

Darrera actualització: 8 desembre 2024
Font: 

## Jugadors històrics destacats
| - Juan José - Adolf Bolea - Mágico González - Kiko Narváez |  | - József Szendrei - Migueli - Carmelo Navarro - José María Quevedo |  | - Pepe Mejías - Raúl López - José Manuel Barla - Dani Güiza |  | - Chico Linares - Armando Riveiro - Jonathan Sesma - Alberto Cifuentes |  |  |

## Futbol base

### Cadis CF «B»
El club disposa d'un equip filial que, actualment, juga a Segona Divisió B.
La plantilla està formada per jugadors joves que aspiren, algun dia, arribar a jugar al primer equip. Juan José Jiménez, Pepe Mejías, Kiko Narváez o Manu Vallejo han estat alguns dels jugadors que han passat per les files del filial abans de fer el salt al primer equip.